# 尚蒂利战役

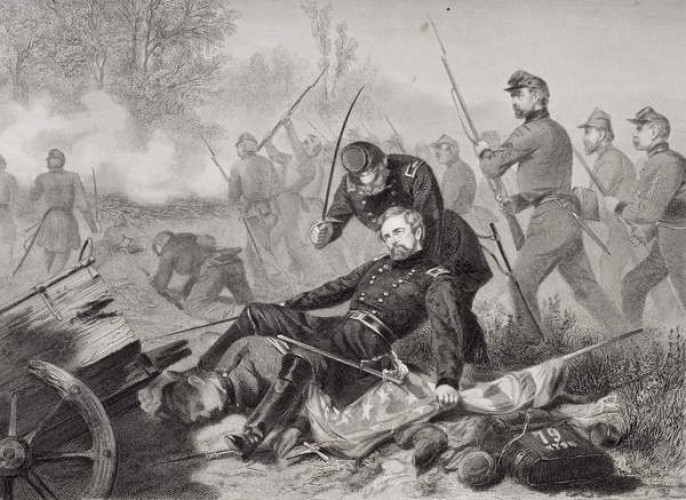
尚蒂利战役

尚蒂利战役（英語：Battle of Chantilly）於1862年9月1日爆發於美國維吉尼亞州牛山（Ox Hill）一帶，為南北戰爭北維吉尼亞會戰中的一場戰事。

## 戰事
於馬納沙斯一役中南軍於石牆傑克森的率領下再次大勝北軍，北軍往牛奔河方向撤退，善於以極速行軍撓過敵人的傑克森企圖切斷北軍的路線，遂於牛山附近向北軍的兩個師發起進攻，擊殺敵方將領兩名。南軍的攻勢因為風暴而中斷；北軍統帥波普為防承受更多傷亡而加緊撤回華盛頓特區。

## 戰後
李將軍認為北軍對南方的威脅已減，於是發起馬里蘭會戰，為南軍首次主動攻擊北方領土。